# غرايم مور
غرايم مور (بالإنجليزية: Graeme Moore) هو سباح جنوب أفريقي، ولد في 28 يناير 1989 في جوهانسبرغ في جنوب أفريقيا.

## وصلات خارجية
- غرايم مور على موقع الاتحاد الدولي للسباحة (الإنجليزية)
- غرايم مور على موقع أوليمبيديا (الإنجليزية)